# Sten Johansson
Sten Roland Johansson, född 20 januari 1939 i Övermorjärv, död 12 september 2019 i Stockholm, var en svensk sociolog och ämbetsman.

## Biografi
Sten Johansson föddes i Norrbotten som son till småbrukaren Holmfrid Johansson och Helga, född Lejon. Johansson gjorde 1959-1960 värnplikten vid Tolkskolan och studerade sedan vid Uppsala universitet där han 1962 blev filosofie kandidat i sociologi. År 1961–1962 lästa han vid University of Oregon i Eugene. År 1967 blev han filosofie licentiat i sociologi vid Uppsala universitet.
Johansson arbetade 1967–1972 i den så kallade Låginkomstutredningen och senare vid Institutet för social forskning (SOFI), där han var professor i välfärdsforskning.
Han var generaldirektör för Statistiska centralbyrån 1983–1992 och 1997–2004 chef för Fackföreningsrörelsens institut för ekonomisk forskning (FIEF). Efter sin pensionering från FIEF återkom han till SOFI som professor emeritus.
Inför Folkomröstningen om EU-medlemskap i Sverige 1994 ledde Sten Johansson nej-kampanjen inom socialdemokraterna, och han förhöll sig kritisk till Regeringen Perssons arbetsmarknadspolitik.